# 인디애나 대학교-퍼듀 대학교 인디애나폴리스
인디애나 대학교-퍼듀 대학교 인디애나폴리스(Indiana University–Purdue University Indianapolis, IUPUI)는 인디애나주 인디애나폴리스에 위치한 공립 연구형 대학이다. 인디애나 대학교와 퍼듀 대학교간 협업을 통해 탄생했으며 두 대학의 학석박사, 전문가 학위를 제공한다. 주로 인디애나 대학교를 통해 메인 캠퍼스로 관리되며 부차적으로 퍼듀 대학교를 통해 지역 캠퍼스로 관리된다. 이 학교는 인디애나주의 주요 도시 연구 및 학술 보건학 기관이다. IUPUI는 화이트리버와 폴크리크를 따라 다운타운 인디애나폴리스에 위치해 있다.